# 回家前都算是棉花糖
《回家前都算是棉花糖》是MARMALADE在2017年7月28日發售的戀愛冒險類型成人遊戲，2022年1月7日發售中英文版。

## 故事簡介
宮原亮在爺爺過世後被家裡趕了出來，由於無處可去因此在神扇町的公園餐風露宿。某一天女孩春日部花音給了亮食物並把他帶回自家經營的店「棉花糖樹」。為了回報花音，亮決定要讓生意慘淡的棉花糖樹變得盛況空前。

## 登場角色

### 主要角色
宮原亮
本名遊馬亮。本作男主角。因替義祖父還債身無分文而在公園露宿，後來受花音幫助在蛋糕店「棉花糖樹」有了住的地方，為了報答花音立誓要讓店裡生意變好。原本是神扇學園的二年級生，但在沒有金錢資助的情況下暫時休學。
春日部花音（聲：鈴谷麻耶）
蛋糕店「棉花糖樹」的店主，性格開朗且無憂無慮的女孩，就讀神扇學園二年級。雙親都已過世，因為不想看到店面就這樣荒廢，決定和青梅竹馬朝霞汐一起把店經營下去。
朝霞汐（聲：月野きいろ）
蛋糕店「棉花糖樹」的糕點師，神扇學園的三年級生，雖然體格嬌小但喜歡以姐姐的身分自居，
皇鈴紗紗（聲：結衣菜）
神扇學園的一年級生，繪本作家。繪本的出道作大受好評，但因為感到壓力而無法再畫出好的作品。性格消極，情感動搖時經常說出負面的言詞。
禮羽里科寧（聲：瀨良木若菜）
在有名蛋糕店「Souvenir」工作的糕點師，曾在世界糕點大賽上過得冠軍。芬蘭與日本的混血兒，就讀神扇學園二年級。由於對製作甜點感到疲憊而辭掉Souvenir的工作。

### 其他角色
JC（聲：花園めい）
在「棉花糖樹」負責接待客人與收銀的大學二年級女生。
所澤麻凜
在「棉花糖樹」隔壁經營洋食屋的中年女性。性格大而化之，由於擔心花音而給棉花糖樹非常多協助。
川越太一（聲：明羽杏子）
小學男生，總是充滿活力。父親因為腰痛住院代替父親幫忙配送工作。
川越靜香（聲：一之宮葵）
太一的妹妹，小學低年級生。個性成熟穩重，父親因為腰痛住院而代父親管理酒店的帳務。對亮一見鍾情，稱亮是自己的丈夫。

## 主題曲
片頭曲
作詞：天咲麗，作曲、編曲：橋咲透，主唱：月夜野兔姬（萌花ちょこ）
花音片尾曲「Sugar×Sugar」
作詞：天咲麗，作曲、編曲：hash，主唱：solfa feat.茶太
汐片尾曲
作詞：天咲麗，作曲、編曲：橋咲透，主唱：solfa feat.Ceui
紗紗片尾曲
作詞、作曲、編曲：，主唱：solfa feat.
禮羽片尾曲「sweet smile」
作詞：天咲麗，作曲、編曲：橋咲透，主唱：solfa feat.Rin

## 評價
《回家前都算是棉花糖》在Getchu.com舉辦的美少女遊戲大賞2017中獲得綜合部門第9名、繪圖部門第3名、角色部門朝霞汐第5名、色情部門第1名。於2017年度「萌系遊戲大賞」獲得繪圖賞，並於年間排名獲得第21名。

## 外部連結
- 官方網站 （页面存档备份，存于）（日語）
- 《回家前都算是棉花糖》在視覺小說數據庫的頁面 （英文）
- 《回家前都算是棉花糖》在Steam的連結網站